# Tiphys vietsi
Tiphys vietsi är en kvalsterart som beskrevs av Herbert Habeeb 1955. Tiphys vietsi ingår i släktet Tiphys och familjen Pionidae. Inga underarter finns listade i Catalogue of Life.